# Sărățeni (Mureș)
Sărățeni (in ungherese Sóvárad) è un comune della Romania di 2090 abitanti, ubicato nel distretto di Mureș, nella regione storica della Transilvania. 
Sărăţeni è divenuto comune autonomo nel 2004, staccandosi dalla città di Sovata.